# Jędrzejewo (Lubasz)
Pour les articles homonymes, voir Jędrzejewo.
Jędrzejewo (prononciation : [jɛndʐɛˈjɛvɔ]) est un  village polonais de la gmina de Lubasz dans le powiat de Czarnków-Trzcianka de la voïvodie de Grande-Pologne dans le centre-ouest de la Pologne.
Il se situe à environ 6 kilomètres à l'est de Lubasz (siège de la gmina), 8 kilomètres au sud= de Czarnków (siège du powiat), et à 53 kilomètres au nord-ouest de Poznań (capitale de la Grande-Pologne).

## Histoire
De 1975 à 1998, le village faisait partie du territoire de la voïvodie de Piła.

Depuis 1999, Jędrzejewo est situé dans la voïvodie de Grande-Pologne.
Le village possède une population de 900 habitants en 2006.